# Sáska
Sáska è un comune dell'Ungheria di 227 abitanti (dati 2001). È situato nella contea di Veszprém.